# Kwun Yam Wan
Kwun Yam Wan (kinesiska: 觀音灣) är en vik i Hongkong (Kina). Den ligger i den västra delen av Hongkong. Kwun Yam Wan ligger på ön Cheung Chau.